# Andrew Z. Fire
Andrew Zachary Fire (født 27. april 1959 i Palo Alto, Californien, USA) er en amerikansk mikrobiolog og forsker indenfor genetik, der arbejder ved Stanford University. I 2006 modtog han Nobelprisen i fysiologi eller medicin sammen med Craig C. Mello. 
Fire og Mello modtog nobelprisen for deres opdagelse af fænomenet RNA-interferens, ofte forkortet RNAi. RNA er sædvanligvis enkelstrenget, men det forekommer også som dobbelstrenget RNA. RNA-interferens indebærer at sådanne dobbelstrengede RNA molekyler kan hæmme udtrykket af et gen, således at proteinsyntesen af dette hæmmes. RNA-interferens kan betragtes som et slags immunforsvar for genomet. Mello og Fire studerede fænomenet med rundormen C. elegans som modelorganisme.